# Волча
Волча (на украински: Вовча; на руски: Волчья) е река протичаща по територията на Донецка и Днепропетровска област в Украйна, ляв приток на Самара (ляв приток на Днепър). Дължина 323 km. Площ на водосборния басейн 13 300 km².
Река Волча води началото си от югозападните склонове на Донецкото възвишение, в северозападната част на град Донецк, Донецка област, на 208 m н.в.
По цялото си протежение тече в западна и северозападна посока през южната част на Приднепровската низина. В района на село Новоукраинка напуска пределите на Донецка област, на протежение около 50 km служи за граница между Донецка и Днепропетровска област, след което окончателно навлиза на територията на Днепропетровска област. Влива се отляво в река Самара (ляв приток на Днепър), на около 3 km южно от село Кочережки, на 60 m н.в. Основни притоци: Мокрая Яла, Гайчур, Малая Терса (леви); Каменка (десен). Среден годишен отток на 81 km от устието 5,3 m³/s. По течението на реката в Донецка област са разположени град Курахово и сгт Кураховка и Илинка, а в Днепропетровска област – сгт Покровское и Василковка.